# Franz Alfred Herzog
Franz Alfred Herzog (* 24. März 1880 in Sursee; † 17. Juni 1962 in Luzern, katholisch, heimatberechtigt in Beromünster) war ein Schweizer katholischer Theologe und Schriftsteller.

## Leben
Franz Alfred Herzog kam am 24. März 1880 in Sursee als Sohn des Bauunternehmers Jakob Herzog und der Theresia geborene Felder zur Welt. Herzog, der die Gymnasien in Sursee und Einsiedeln besuchte, nahm zwischen 1900 und 1904 ein Studium der Theologie in Freiburg, Tübingen und Luzern in Angriff, das er 1908 mit dem Erwerb des akademischen Grades eines Dr. theol. in Freiburg abschloss.
Nach dem Empfang der Priesterweihe im Jahr 1904 war Franz Alfred Herzog zunächst bis 1908 als Religionslehrer in Zug sowie im Anschluss bis 1922 am Institut Baldegg beschäftigt. In der Folge lehrte Herzog bis 1949 als Professor für Exegese des Alten Testaments an der Theologischen Fakultät der Universität Luzern. Zudem wirkte Franz Alfred Herzog ab dem Jahr 1931 als Chorherr am Stift St. Leodegar im Hof sowie anschliessend von 1938 bis 1955 als Stiftspropst.
Franz Alfred Herzog trat als religiöser Schriftsteller und Lyriker hervor. Er verstarb am 17. Juni 1962 im Alter von 82 Jahren in Luzern.

## Werke (Auswahl)
- Jahr und Tag: Gedichte, 1921
- Albert Meyenberg (1861-1934), 1935